# Chefe do Governo de Tokelau
O cargo de chefe de governo de Tokelau ( Predefinição:Lang-tkl   ), muitas vezes chamado simplesmente de Ulu, gira anualmente entre o faipule (líderes) dos três atóis de Tokelau : Atafu, Fakaofo e Nukunonu . O atual Ulu é Kelihiano Kalolo, o Faipule do atol de Atafu, que ocupa o cargo desde 6 de março de 2023.
Houve 31 Ulu de Toquelau deneroe 1993, quando o escritório foi estabelecido, até 2023.